# Andrej Ludvik Bizjak
Andrej Ludvik Bizjak (tudi Wisiak ali Wisiagkh), slovenski zdravnik, * 17. stoletje.
Bizjak je pridobil štipendijo kranjskih deželnih stanov in študiral medicino na Dunaju in Ingolstadtu. Leta 1619 je odprl zasebno zdravniško prakso v Ljubljani. V letih 1622 do 1644 je bil zdravnik kranjskih deželnih stanov. Po Bizjakovi zaslugi so se našim študentom medicine odprle poleg Ingolstadta še druge univerze.